# Gonomyia latilobata
Gonomyia latilobata är en tvåvingeart som beskrevs av Alexander 1934. Gonomyia latilobata ingår i släktet Gonomyia och familjen småharkrankar. Inga underarter finns listade i Catalogue of Life.